# Гамильтон, Джеймс, 6-й герцог Гамильтон
Джеймс Дуглас-Гамильтон (10 июля 1724 — 17 января 1758) — шотландский аристократ и пэр, 6-й герцог Гамильтон и 3-й герцог Брендон (1743—1758).

## Биография
Старший сын Джеймса Гамильтона (1703—1743), 5-го герцога Гамильтона и 2-го герцога Брендона (1712—1743), и леди Энн Кокрейн (1706/1707-1724).
С 1724 по 1743 год носил титул маркиза Клайдсдейла.
Он получил образование в Винчестерском колледже (1734—1740) и Сент-Мэри Холл в Оксфорде (1740—1743).
2 марта 1743 года после смерти своего отца Джеймс Гамильтон унаследовал титулы и владения герцогов Гамильтона и Брендона.
17 января 1758 года 35-летний Джеймс Гамильтон скончался во время охоты от простуды в деревне Great Tew (Оксфордшир). Он был похоронен в феврале 1758 года в семейном мавзолее в городе Гамильтон (Южный Ланаркшир). Ему наследовал старший сын Джеймс Гамильтон.
Герцог Гамильтон был членом масонской ложи в Гамильтоне, а в 1753-1755 годах — магистром ложи.

## Семья и дети
14 февраля (в день Святого Валентина) 1752 года Джеймс Гамильтон в Лондоне женился на Элизабет Каннинг (1733—1790), дочери полковника Джона Каннинга (1700—1767) и Бриджит Бурк (1716—1770). Их дети:
- леди Элизабет Гамильтон (1753—1797), муж с 1774 года — Эдвард Смит-Стэнли (1752—1834), 12-й граф Дерби (1776—1834)
- Джеймс Гамильтон (1755—1769), 7-й герцог Гамильтон и 4-й герцог Брендон (1758—1769)
- Дуглас Гамильтон (1756—1799), 8-й герцог Гамильтон и 5-й герцог Брендон (1769—1799)